# Hochsauerlandhaus
Das Hochsauerlandhaus ist eine Schutzhütte der Sektion Hochsauerland des Deutschen Alpenvereins (DAV). Sie liegt im Rothaargebirge in Deutschland. Es handelt sich um eine Selbstversorgerhütte. Sie ist ganzjährig geöffnet.

## Geschichte
Die Sektion Hochsauerland ist aus der Abteilung Hochsauerland der Sektion Paderborn des Deutschen Alpenvereins (DAV) hervorgegangen und wurde am 4. Dezember 1982 als Sektion Hochsauerland des DAV gegründet. In Heinrichsdorf wurde 1950 das Hochsauerlandhaus als Volksschule errichtet. Im Jahr 2001 erwarb die Sektion Hochsauerland das Gebäude und baute es um. Das Haus verfügt über drei Etagen. Nach dem Umbau im Jahr 2002 befinden sich jetzt im Souterrain ein Gruppenraum, Waschräume, Duschen und ein Trockenraum. Im Erdgeschoss stehen ein Tagesraum, Küche sowie zwei WC-Anlagen zur Verfügung. Die fünf Schlafräume befinden sich im Dachgeschoss mit insgesamt 28 Betten.

## Lage
Das Hochsauerlandhaus befindet sich in Heinrichsdorf, es ist ein Stadtteil von Olsberg im Sauerland.

## Zustieg
Es existiert ein Parkplatz am Haus.

## Hütten in der Nähe
- Dortmunder Sauerlandhütte, Selbstversorgerhütte, Rothaargebirge, (479 m ü. NHN)
- Hagener Hütte am Ettelsberg, Selbstversorgerhütte, Rothaargebirge, (776 m ü. NHN)
- DAV-Haus Astenberg, Bewirtschaftete Hütte, Rothaargebirge, (773 m ü. NHN)
- Sauerlandhütte, Selbstversorgerhütte, Rothaargebirge, (727 m ü. NHN)
- Eifeler Haus Vogelsang, Selbstversorgerhütte, (489 m ü. NHN)[3]

## Tourenmöglichkeiten
- Auf den Spuren des Bergbaus, 14,9 km, 4,75 Std.
- Wanderung zum Kreuzberg bei Bödefeld, 16,6 km, 6 Std.
- Wanderung zum Wasserfall, 15,8 km, 4.75 Std.
- Ramsbecker Rundweg (R2), 10 km, 2, 8 Std.
- Valmer Rundweg (VA2), 8,1 km, 2,3 Std.
- Bestwiger Panoramaweg- 3. Etappe, 11,5 km, 2,3 Std.
- Rund um den Faulenberg (VA5), 7,9 km, 2 Std.
- Valmetalwanderung (VA6), 10,5 km, 3 Std.
- Elpe E3 - Übers Kipp, 11,3 km, 3,5 Std.

- Tränkhof-Menzerath, 9,7 km, 3 Std.[4]

## Klettermöglichkeiten
- Klettern im Sauerland.[5]
- Klettergebiete im Sauerland.[6]

## Skifahren
- Skigebiete im Sauerland.[7]
- Wintersport-Arena Sauerland.[8]

## Karten
- Kompass Karten Sauerland 1, Hochsauerland, Arnsberger Wald: 4in1 Wanderkarte 1:50.000 mit Aktiv Guide und Detailkarten inklusive Karte zur offline (KOMPASS-Wanderkarten, Band 841) Landkarte – Gefaltete Karte ISBN 978-3-99044-706-2
- Rothaarsteig, Brilon – Dillenburg: Leporello Wanderkarte mit Ausflugszielen, Einkehr- & Freizeittipps und Zugangswegen, GPS-genau. 1:25.000 (Leporello Wanderkarte: LEP-WK) Landkarte – Gefaltete Karte ISBN 978-3-89920-438-4